# Vincent Callard
Vincent Stuart Callard (ur. 22 listopada 1895 w Hampstead w Londynie, zm. 18 lipca 1976 w Colchesterze) – kanadyjski lekkoatleta, długodystansowiec.
Podczas I wojny światowej służył w Królewskim Korpusie Medycznym Armii. Po wojnie zaczął biegać długodystansowo. W 1925 przeniósł się do Ameryki Północnej i osiadł w Kanadzie, gdzie wstąpił do Monarch Athletic Club w Toronto, aby kontynuować karierę sportową. Podczas igrzysk olimpijskich w Amsterdamie (1928) odpadł w eliminacjach na 5000 metrów zajmując w swoim biegu 8. miejsce. W 1940 roku wrócił do Anglii.